# 洪尼·马加利翁
洪尼·马加利翁（西班牙語：Jonny Magallón，1981年11月21日—），墨西哥男子足球运动员，司职后卫。他曾代表墨西哥国家队参加2010年国际足联世界杯，结果队伍止步十六强赛。